# Castelletto Monferrato
Castelletto Monferrato é uma comuna italiana da região do Piemonte, província de Alexandria, com cerca de 1.428 habitantes. Estende-se por uma área de 9,43 km², tendo uma densidade populacional de 151,43 hab/km². Faz fronteira com Alessandria, Quargnento, San Salvatore Monferrato.

## Demografia
| Variação demográfica do município entre 1861 e 2011                               |
|                                                                                   |
| Fonte: Istituto Nazionale di Statistica (ISTAT) - Elaboração gráfica da Wikipedia |